# Iason (geslacht)
Iason is een geslacht van kevers uit de familie van de loopkevers (Carabidae). De wetenschappelijke naam van het geslacht is voor het eerst geldig gepubliceerd in 2011 door Giachino & Vailati.

## Soorten
Het geslacht Iason omvat de volgende soorten:
- Iason argonauta Giachino & Vailati, 2011
- Iason beroni Giachino & Vailati, 2011
- Iason fulvii Giachino & Vailati, 2011
- Iason karametasi Giachino & Vailati, 2011
- Iason paglianoi Giachino & Vailati, 2011
- Iason rossii Giachino & Vailati, 2011